# اندی باند (بازیکن فوتبال)
اندی باند (انگلیسی: Andy Bond؛ زادهٔ ۱۶ مارس ۱۹۸۶) بازیکن فوتبال اهل بریتانیا است.
از باشگاه‌هایی که در آن بازی کرده‌است می‌توان به باشگاه فوتبال یورک سیتی، باشگاه فوتبال چستر، باشگاه فوتبال کراولی تاون، باشگاه فوتبال فایلد، باشگاه فوتبال کولچستر یونایتد، باشگاه فوتبال کرو آلکساندرا، باشگاه فوتبال بارو، باشگاه فوتبال چورلی، باشگاه فوتبال بریستول راورز، باشگاه فوتبال استیونج، و باشگاه فوتبال لانکستر اشاره کرد.